# Otmar
Otmar (nebo také Otomar) je mužské křestní jméno německého původu. Jeho význam je obvykle uváděn jako „šťastný díky bohatství“ nebo prostě „bohatý a šťastný“ (ót – šťastný či bohatý, mar – slavný).
Podle českého kalendáře má svátek 16. listopadu.

## Statistické údaje
Následující tabulka uvádí četnost jména v ČR a pořadí mezi mužskými jmény ve srovnání dvou roků, pro které jsou dostupné údaje MV ČR – lze z ní tedy vysledovat trend v užívání tohoto jména:
| Rok       | Četnost   | Pořadí   |
| 1999      | 539       | 206.     |
| 2002      | 521       | 209.     |
| Porovnání | o 18 méně | o 3 hůře |
| 2006      | 483       | 249.     |

Změna procentního zastoupení tohoto jména mezi žijícími muži v ČR (tj. procentní změna se započítáním celkového úbytku mužů v ČR za sledované tři roky 1999–2002) je -2,6%.

## Známí nositelé jména
- Blahoslavený Otmar († asi 670) – misijní biskup v Thérouanne
- Svatý Otmar (689/690–759) – kněz, zakladatel a první opat benediktinského kláštera v St. Gallen
- Otomar Dvořák (* 1951) – spisovatel
- Otomar Korbelář (1899–1976) – herec
- Otomar Krejča (1921–2009) – herec a režisér
- Otmar Riedl (1914–1994) – voják, první československý parašutista vysazený v rámci zahraničních operací Velké Británie na území Protektorátu
- Otmar Mácha (1922–2006) – hudební dramaturg, skladatel a režisér
- Otmar von Verschuer (1896–1969) – německý lékař, účastník nacistických pokusů na lidech
- Otmar Oliva (* 1952) – sochař žijící na Velehradě
- Otmar Vaňorný (1860–1947) – překladatel antické poezie
- Otmar Brancuzský (1956–2022) – herec
- Otmar – postava z pohádky Pták Ohnivák (1997). Hrál ho Ondřej Brousek